# أدريان بونس
أدريان بونس (بالإسبانية: Adrián Ponce)‏ هو مصارع هاوي مكسيكي، ولد في 25 سبتمبر 1961.

## وصلات خارجية
- أدريان بونس على موقع قاعدة بيانات المصارعة الدولية (الإنجليزية)
- أدريان بونس على موقع أوليمبيديا (الإنجليزية)